# Госпожа Ёдо
Госпожа Ёдо (яп. 淀殿; 1569 — 4 июня 1615, Осака, Япония) — японская аристократка периода Сэнгоку, племянница Оды Нобунаги, наложница Тоётоми Хидэёси и мать его наследника Тоётоми Хидэёри. После смерти мужа стала буддийской монахиней, впоследствии вместе с сыном возглавила клан Тоётоми в его войне с кланом Токугава.

## Биография
По рождению госпожа Ёдо принадлежала к роду Адзаи — ветви рода Фудзивара, представители которой владели землями в провинции Омэ как вассалы рода Кёгоку. Она родилась в 1569 году в семье Адзаи Нагамасы и его жены Оити, дочери Оды Нобухидэ, сестры Оды Нобунаги.